# Mark Frost
Mark Frost (Brooklyn, New York, 25 november 1953) is een Amerikaans scenarioschrijver, regisseur en producent van televisieseries en films. Hij is onder andere bekend als de co-bedenker, -schrijver en -regisseur van de cultserie Twin Peaks.

## Biografie
Frost is de zoon van acteur Warren Frost en broer van acteurs Scott Frost en Lindsay Frost. Hij studeerde in Pittsburgh, maar rondde zijn opleiding acteren, regisseren en schrijven niet af. In 1975 werkte hij als schrijver mee aan de televisieserie De Man van Zes Miljoen. Vervolgens verhuisde hij naar Minneapolis, waar hij theaterwerken schreef. Begin jaren 80 schreef hij mee aan de televisieserie Hill Street Blues. Ook regisseerde hij een aflevering van deze politieserie.
Vanaf 1986 werkte hij samen met David Lynch aan verschillende projecten, die echter geen van allen de televisie of het witte doek haalden. In 1987 was hij de schrijver van de horrorfilm The Believers. Vervolgens werkte hij met Lynch aan de ontwikkeling van de televisieserie Twin Peaks, waarvoor hij tien afleveringen schreef en verschillende episodes regisseerde. Zijn vader had hierin een hoofdrol.
Met Lynch deed hij nog twee andere projecten: de documentairereeks American Chronicles (1990) en de geflopte serie On the Air (1992). Officieel staat hij te boek als coproducent van de film Twin Peaks: Fire Walk with Me, maar zijn aandeel hierin was minimaal.
Frost was vervolgens betrokken bij de film Storyville, waarvoor hij het script schreef en de regisseur was. Vanaf 1993 schreef en publiceerde hij een aantal boeken. Verder is Frost de schrijver van de films Fantastic Four (2005) en Fantastic Four: Rise of the Silver Surfer (2007). Ook bewerkte hij het script voor The Greatest Game Ever Played uit 2005.